# Große Kapuzinerkresse
Die Große Kapuzinerkresse (Tropaeolum majus) ist eine Pflanzenart aus der Gattung Kapuzinerkressen (Tropaeolum) innerhalb der Familie der Kapuzinerkressengewächse (Tropaeolaceae). Sie wird als Zier- sowie Heilpflanze und in der Küche verwendet und wird in den gemäßigten Gebieten häufig als einjährige Pflanze kultiviert, da sie frostempfindlich ist.

## Beschreibung

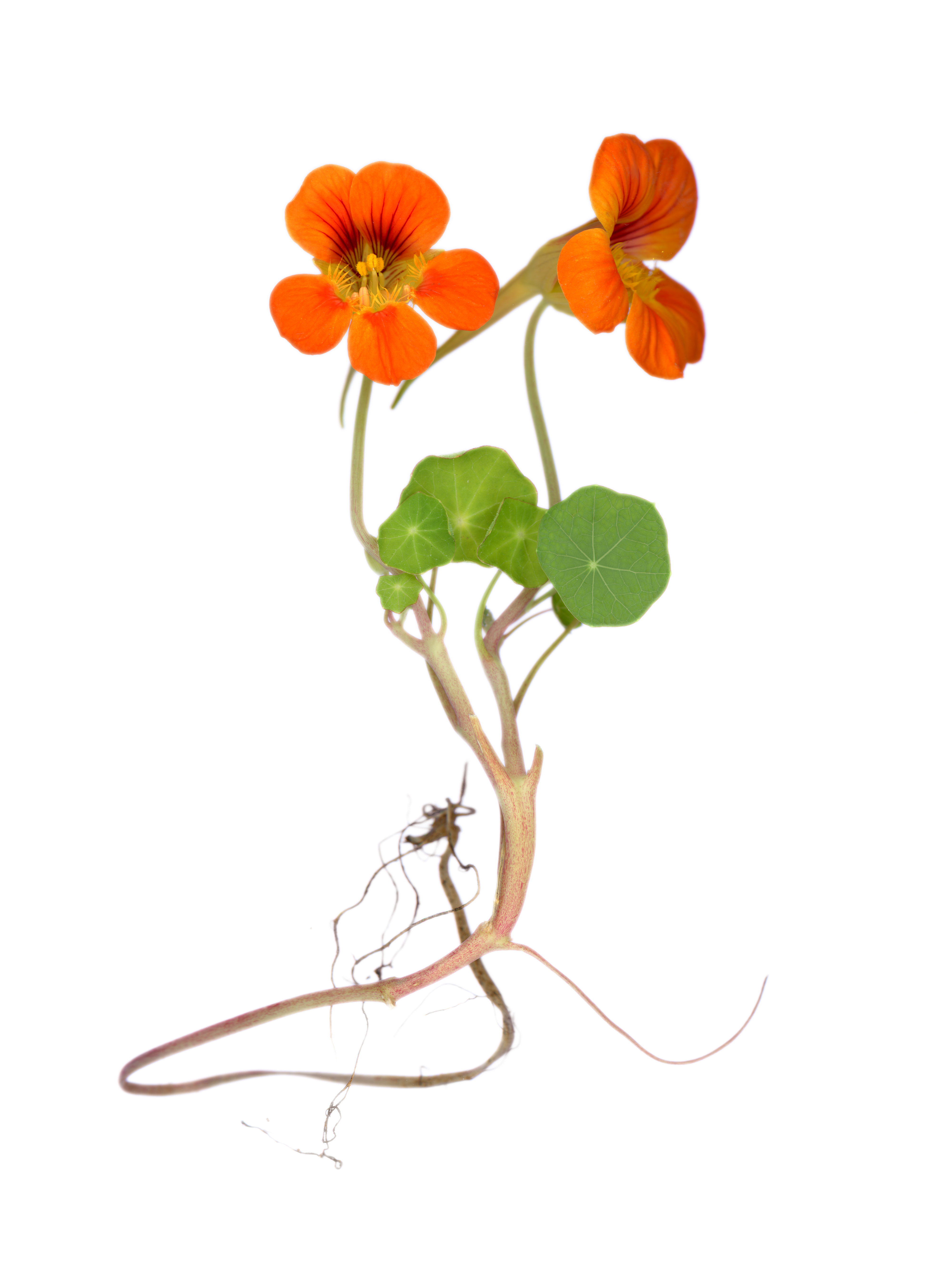
Unter- und oberirdische Pflanzenteile

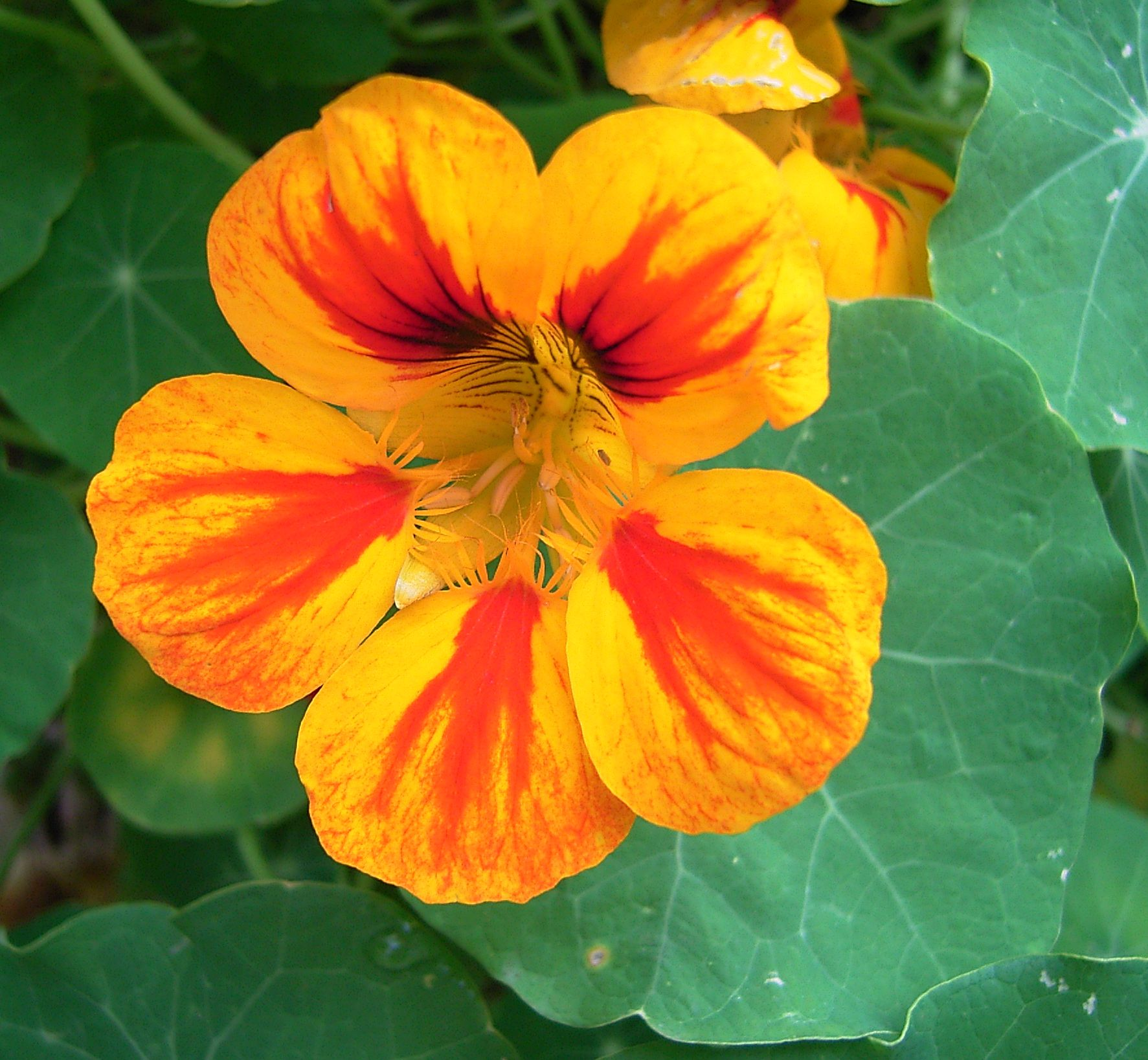
Blüte

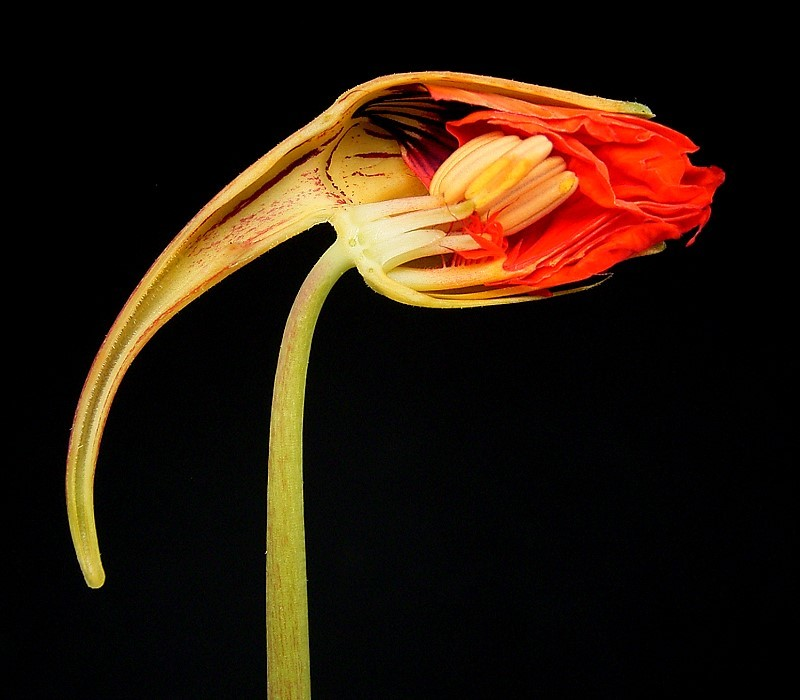
Längsschnitt durch eine Blüte

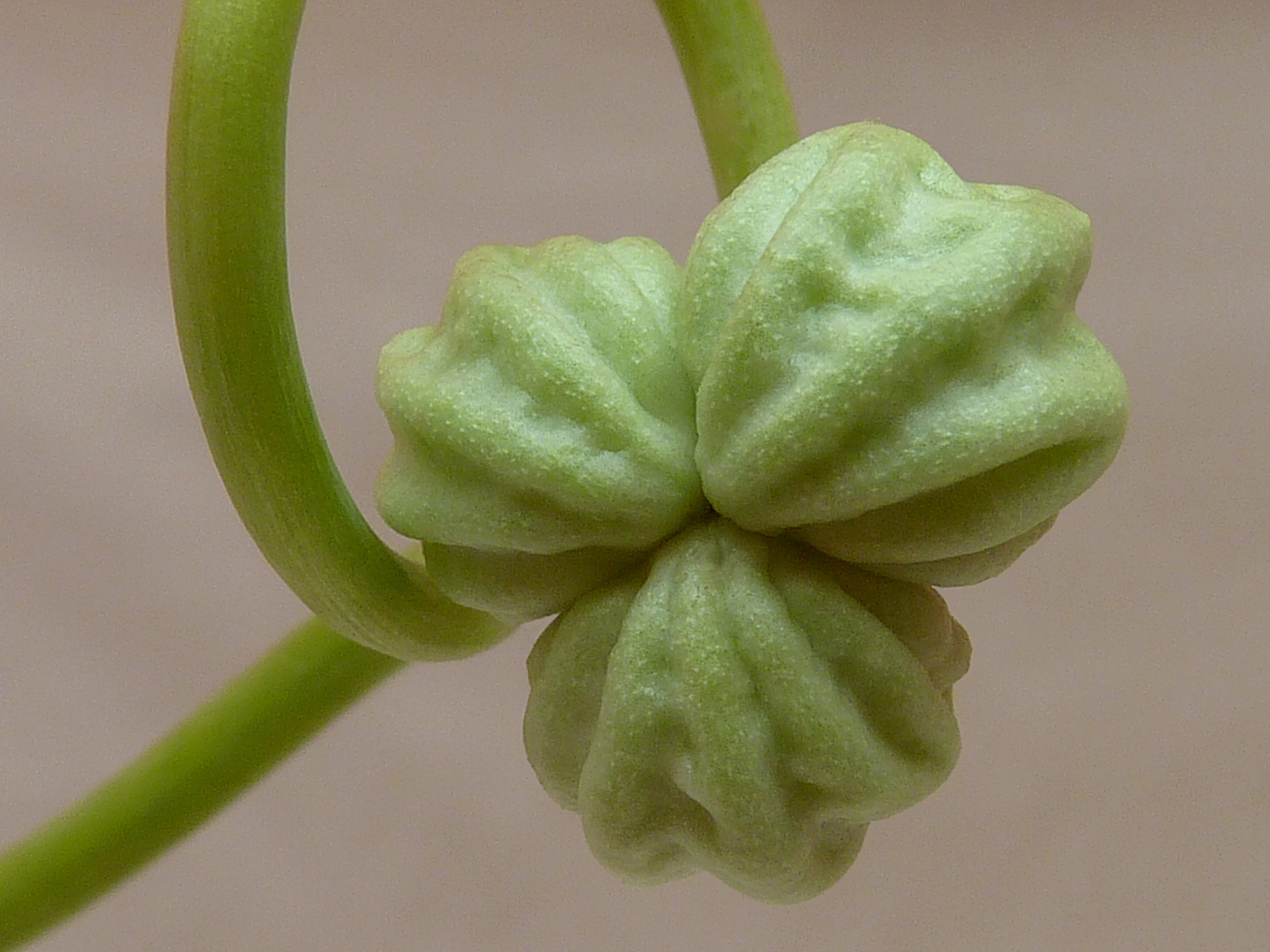
Frucht mit den drei Teilfrüchten

### Vegetative Merkmale
Die Große Kapuzinerkresse ist eine ausdauernde krautige Pflanze und erreicht Wuchshöhen von 15 bis 30 Zentimetern. Findet sie eine geeignete Unterlage, kann sie als Blattstielranker 3 Meter in die Höhe klettern. Der ohne Stütze niederliegende, fleischige Stängel kann bis zu 5 Meter lang werden. Die Blattstellung ist wechselständig.
Die Laubblätter sind in Blattstiel und Blattspreite gegliedert. Vom Blattstiel, der in der Blattmitte ansetzt, gehen neun Blattadern aus. Die einfache, ganzrandige Blattspreite ist bei einem Durchmesser von 3 bis 10, selten bis zu 17 Zentimetern schildförmig, kreis- bis leicht nierenförmig. Die Blattnerven enden am Rand nicht stachelspitzig, sondern in kleinen Ausrandungen.
Nebenblätter sind nur an den Erstlingsblättern ausgebildet.

### Generative Merkmale
Die Blüten befinden sich einzeln in den Blattachseln. Der Blütenstiel ist 6 bis 13 Zentimeter lang. Die zwittrige Blüte ist zygomorph mit doppelter Blütenhülle. Die fünf Kelchblätter sind bei einer Länge von bis zu 2 Zentimetern lanzettlich. Die Blütenkrone ist 3 bis 6 Zentimeter lang und gelb, orangefarben bis rot, häufig mit dunkleren Flecken. Der wenig gekrümmte Sporn misst etwa drei Zentimeter. Die beiden oberen Blütenhüllblätter sind ganzrandig, die unteren drei weisen am Übergang von der schmalen Basis zum breiten Vorderteil des Blütenblatts Fransen auf und sind orangerot. Die beiden oberen Kronblätter sind gelb mit roten Streifen. Der Sporn ist allmählich zugespitzt und bis 28 Millimeter lang. Die acht Staubblätter sind ungleich geformt und nicht miteinander verwachsen. Der aus drei Fruchtblättern zusammengesetzte Fruchtknoten trägt einen Griffel, der in einer dreigeteilten Narbe endet.
Die Frucht zerfällt bei der Reife in drei einsamige Teilfrüchte.
Die Blütezeit reicht fast durch das ganze Jahr.
Die Chromosomenzahl beträgt 2n = 22-28.

## Herkunft
Die Große Kapuzinerkresse ist als Hybride entstanden. Die Elternarten sind unklar, sie stammen aus dem westlichen Südamerika (Brasilien, Peru), wo sie in Auen und anderen feuchten Stellen wachsen. Die Inka nutzten die Große Kapuzinerkresse als Schmerz- und Wundheilmittel.
Seit 1684 ist die Kultivierung in Europa dokumentiert.

## Taxonomie
Die Erstveröffentlichung unter dem noch akzeptierten wissenschaftlichen Namen Tropaeolum majus erfolgte 1753 durch Carl von Linné in seinem Werk Species Plantarum, Tomus I auf S. 345.

## Ökologie
Die Keimung erfolgt unterirdisch. Ursprünglich steht die Blattspreite in der Verlängerung der Blattstiels vertikal, später, wenn die Hauptachse ausgewachsen ist, vollführt sie eine Drehung und 90 Grad. Bei der Schlafstellung findet wieder eine Rückkehr in die Vertikalstellung statt.  Beim Öffnen der Blüte sind die Staubblätter noch alle nach abwärts gebogen. Der Griffel ist noch sehr kurz und die Narben liegen noch aneinander. Dann richtet sich ein Staubblatt nach dem andern in die Höhe, öffnet seine Staubbeutel vor dem Blüteneingang und biegt sich dann wieder abwärts. Haben alle 8 Staubblätter diese Bewegungen ausgeführt, so hat inzwischen der Griffel eine bedeutende Länge erreicht. Dadurch ist die Blüte in den weiblichen Zustand übergegangen. Er dauert wie auch der vorhergegangene männliche Zustand 2 bis 4 Tage.
In Europa wird die Blüte meist von Hummeln besucht. Groß ist die Zahl der Bildungsabweichungen besonders bei den Blüten. Es wurden verbänderte Stängel, lanzettliche Laubblätter, vergrünte Blüten, gefüllte und meist spornlose Blüten, Pelorien mit 2 bis 3 Spornen, schmallineale Kronblätter und in Fruchtblätter umgewandelte Staubblätter beobachtet.
Das von Carl von Linnés Tochter beobachtete Blitzen der Blüten lässt sich dadurch erklären, dass die hochroten Blüten bei längerem Betrachten in den Augen ein Nachbild in der komplementären Farbe blau erzeugen.

## Verwendung

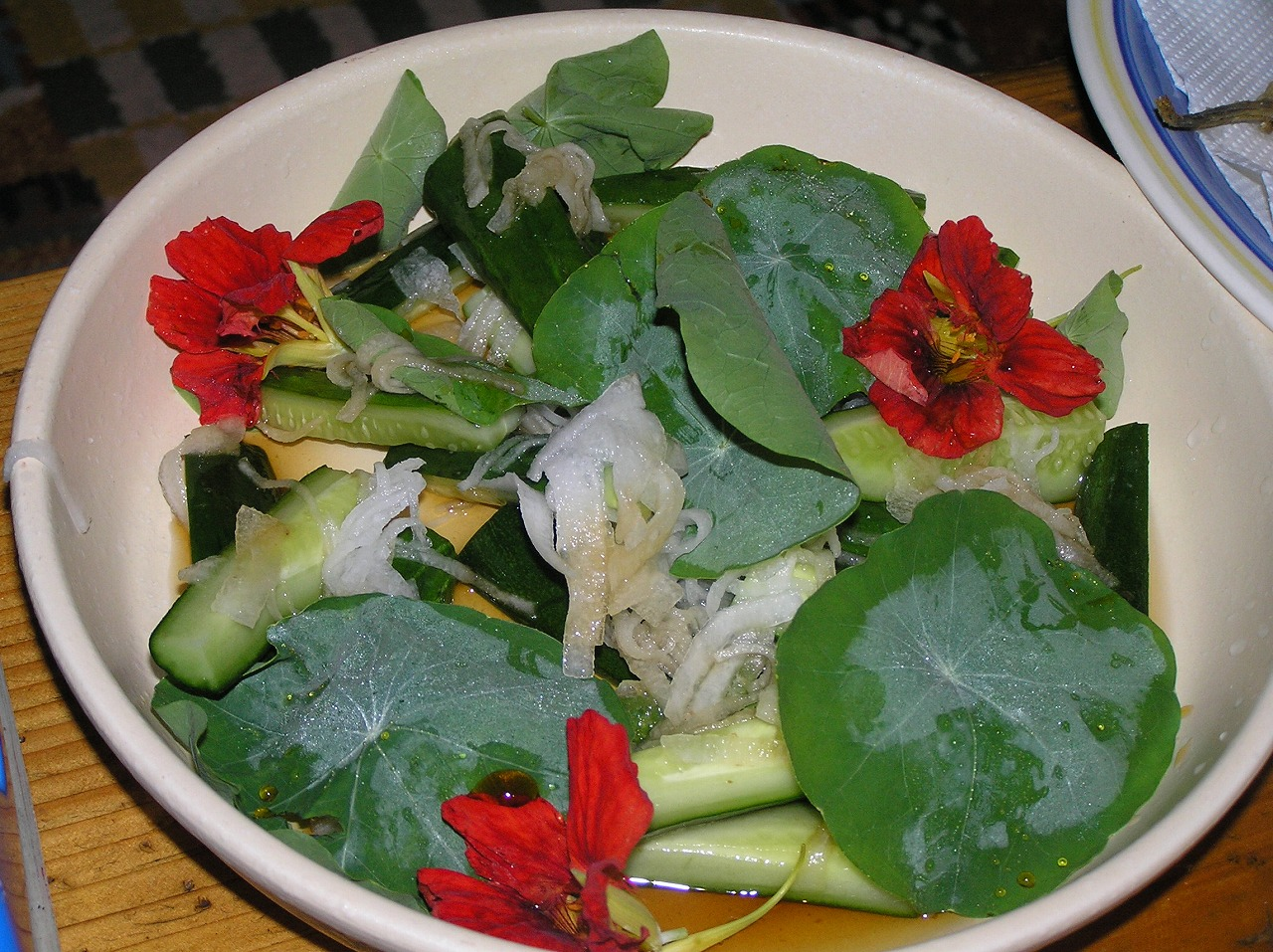
Kapuzinerkresse als Speise

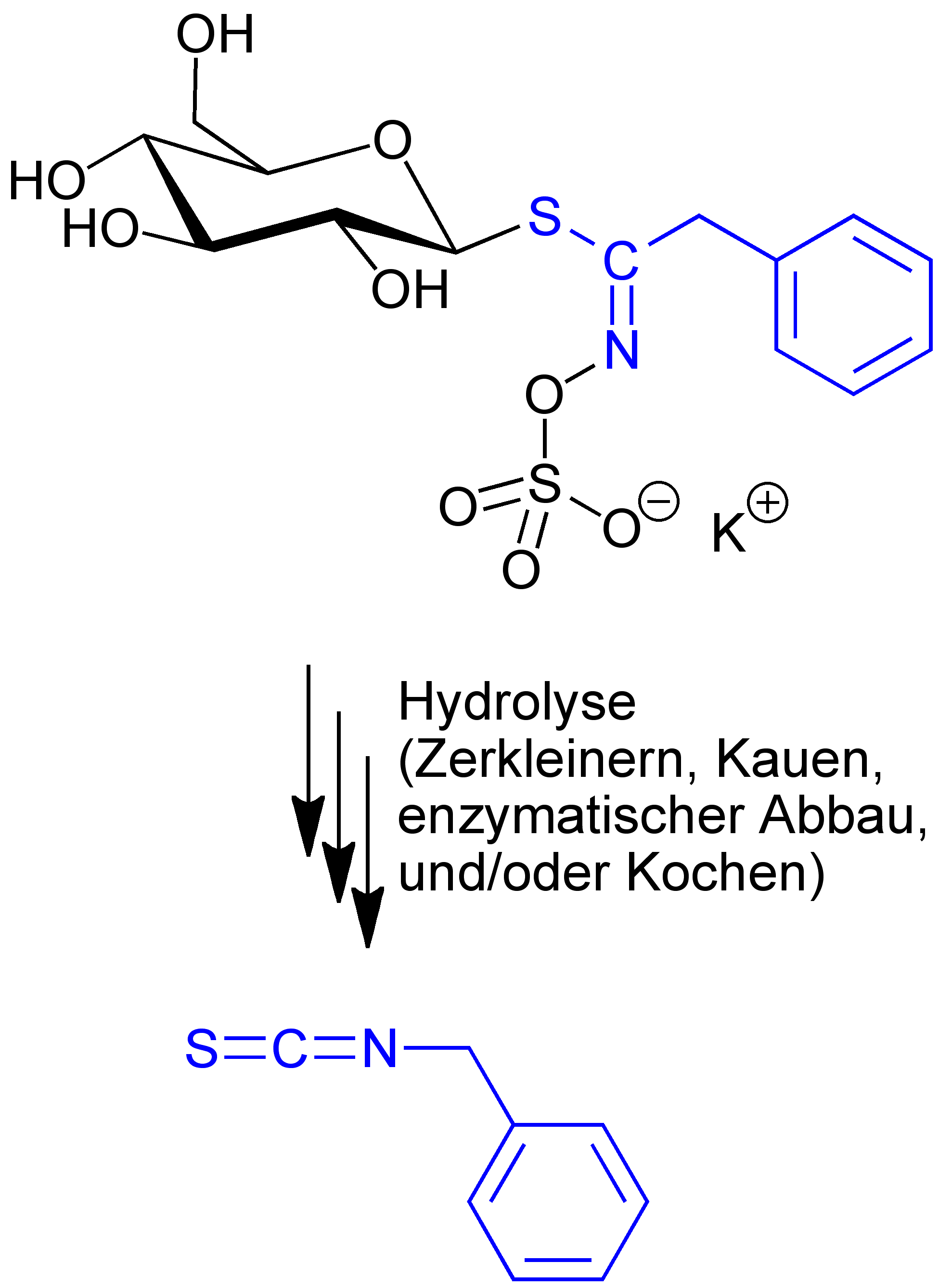
Benzylisothiocyanat (Benzylsenföl, unten, blau markiert) bildet sich bei der enzymatischen Umsetzung des Senfölglycosids Glucotropaeolin, einem Inhaltsstoff der Gartenkresse.

### Verwendung in der Küche
Laubblätter, Knospen, Blüten und Samen sind essbar und erinnern mit ihrem leicht pfeffrigen Geschmack an Brunnenkresse. Knospen und unreife Samen können als Gewürz verwendet werden, mariniert oder in Essig eingelegt werden sie wie Kapern verwendet. Blätter und Blüten werden meist als Salat angerichtet.

### Verwendung in der Pflanzenheilkunde
Kapuzinerkresse findet auch Verwendung in der Pflanzenheilkunde, da sie u. a. Senföle (Senfölglykoside) enthält, die bakteriostatisch, virustatisch und antimykotisch wirken. Sie kommen besonders reich in der Familie der Kreuzblütler (Brassicaceae) und verwandten Gewächsen vor. Zu den bekannten Vertretern gehören Meerrettich, Radieschen, Senf und Kresse. Bei den Senfölglykosiden handelt es sich um so genannte sekundäre Pflanzenstoffe, die Pflanzen zu ihrem eigenen Schutz z. B. vor Fraßschäden durch Schädlinge oder als Abwehr gegen pathogene Mikroorganismen produzieren.
Winter und Willeke entdeckten in den 1950er-Jahren in der Kapuzinerkresse das leicht flüchtige, hochwirksame Benzylsenföl, eine antibiotisch wirksame Substanz mit breitem antimikrobiellen Spektrum. Untersuchungen belegen eine antibakterielle Wirkung des Benzylsenföls aus der Kapuzinerkresse gegen grampositive (Entero- und Staphylokokken) und gramnegative Keime (Escherichia coli, Haemophilus influenzae, Proteus mirabilis, Acinetobacter, Enterobacter spp.). Auch eine antivirale Wirkung des Senföls aus Kapuzinerkresse konnte beobachtet werden. 1958 wurde in wissenschaftlichen Untersuchungen von Winter und Willeke am exembryonierten Hühnerei unter dem Einfluss der Isothiocyanate aus der Kapuzinerkresse eine starke Hemmung der Vermehrung von Influenza-Viren nachgewiesen. Das Benzylsenföl wirkt außerdem bei einer Vielzahl von Pilzen und Hefen antimykotisch. Auch Sprosspilze und andere humanpathogene Candida-Spezies reagieren hochempfindlich.
Laut der 2017 aktualisierten S3-Leitlinie zur Therapie von unkomplizierten Harnwegsinfektionen kann der Einsatz von Arzneimitteln mit Kapuzinerkresse bei häufig wiederkehrenden Blasenentzündungen erwogen werden.

## Pharmakologie
Pharmazeutisch werden die frischen oder getrockneten vegetativen Pflanzenteile der Kapuzinerkresse (Tropaeoli herba) verwendet.
Als Heilpflanze enthält die Kapuzinerkresse als Hauptwirkstoff das Glucosinolat (Senfölglykosid) Glucotropaeolin, aus dem durch enzymatische Spaltung Benzylsenföl (Benzylisothiocyanat) entsteht. Daneben finden sich Ascorbinsäure, Flavonoide und Carotinoide.
Die Inhaltsstoffe haben ein relativ breites Wirkungsspektrum gegen verschiedene Bakterien, darüber hinaus aber auch viren- und pilzhemmende Eigenschaften.
Dementsprechend wird Kapuzinerkressenkraut zur innerlichen Behandlung von Bronchitiden und Sinusitiden sowie zur Behandlung von Infekten der ableitenden Harnwege verwendet. Bisher sind dabei keine resistenten Keime entstanden.
Äußerlich wird die Kapuzinerkresse gelegentlich als durchblutungsförderndes Mittel bei leichten Muskelschmerzen und Prellungen eingesetzt. Außerdem findet sie in der Akne-Therapie Verwendung.
Die Große Kapuzinerkresse wurde im Herbst 2012 von Wissenschaftlern der Universität Würzburg („Studienkreis Entwicklungsgeschichte der Arzneipflanzenkunde“) mit Verweis auf ihre antibiotisch wirksamen Senföle zur „Arzneipflanze des Jahres 2013“ gewählt.